# Норкино (Владимирская область)
Норкино — деревня в Петушинском районе Владимирской области, входит в состав Петушинского сельского поселения.

## География
Деревня расположена на берегу реки Большая Липня в 18 км на северо-восток от райцентра города Петушки.

## История
В конце XIX — начале XX века деревня входила в состав Жаровской волости Покровского уезда Владимирской губернии, с 1921 года — в составе Орехово-Зуевского уезда Московской губернии, с 1924 года — в составе Воспушенской волости. В 1859 году в деревне числилось 25 дворов, в 1905 году — 48 дворов, в 1926 году — 63 двора.
С 1929 года деревня входила в состав Кобяковского сельсовета Петушинского района Московской области, с 1944 года — в составе Владимирской области, с 1954 года — в составе Воспушенского сельсовета, с 2005 года — в составе Петушинского сельского поселения.

## Население
| 1859 | 1905 | 1926 | 2002 | 2010 | 2021 |
| ---- | ---- | ---- | ---- | ---- | ---- |
| 187  | ↗347 | ↘251 | ↘4   | ↗7   | ↘3   |